# كلاوديو
كلاوديو (بالبرتغالية: Cláudio Carolino‏) هو لاعب كرة قدم برازيلي في مركز الدفاع، ولد في 17 أغسطس 1977 في ساو غونسالو في البرازيل. لعب مع ديسبورتيفو تروفينسي ونادي أمريكا ونادي جل فيسنتي ونادي فيزيلا.

## وصلات خارجية
- كلاوديو على موقع قاعدة بيانات كرة القدم.إي يو (الإنجليزية)
- كلاوديو على موقع Soccerway.com (الإنجليزية)